# Tayuya
 (juin 2024).
Tayuya (多由也) est un personnage du manga Naruto.
Elle fait partie des 4 ninjas du Son. Elle se considère comme la meneuse des 4, et agit sans arrêt en conséquence (bien que ce soit Sakon le plus puissant du quartet). Elle est vantarde, et arrogante. Il ne faut pas se fier à son joli visage. Elle est plutôt forte et rapide. Sa seule arme est une flûte enchantée qui lui permet de contrôler des esprits ou des corps, ainsi que de créer des illusions. Elle possède le sceau maudit d'Orochimaru, qui lui procure une force exceptionnelle dans les combats difficiles. Elle affronte Shikamaru en duel après que Sasuke a quitté Konoha.
Après un combat acharné elle prendra l'avantage sur lui mais l'arrivée de  Temari renverse la situation. En effet, Temari maîtrisant le vent, Tayuya la considère comme l'ennemie destinée du Son : le vent peut à la fois causer des dommages physiques et disperser les sons.
Temari vient à bout de Tayuya grâce à une invocation, Kirikiri No Mai « La Danse du Faucheur », Kamatari, une belette dotée d'une faux gigantesque, apparaît et coupe une énorme partie de la forêt. Tayuya meurt écrasée sous les arbres.

## Techniques
- Shi No Senritsu (La mélodie de la mort)
Tayuya invoque 3 géants aux attaques surpuissantes. Elle les contrôle grâce au son de sa flûte.
- Makyo No Ran (La bataille des enfers)
3 sortes de spectres mangeurs de chakra sortent de la bouche des géants. Elle requiert donc la première technique citée plus haut et le sceau maudit d'Orochimaru au niveau 1. Comme ces créatures n'ont pas de masse, les armes ninjas leurs passent à travers.
- La flûte démoniaque, dissonance hallucinatoire (魔笛・夢幻音鎖, Mateki - Mugen Onsa?)
Sort de genjutsu utilisé par Tayuya au niveau 2 du sceau maudit : la cible a l'impression d'être attachée de toutes part par des fils venant d'un plafond liquide, dans un paysage de désolation (sol désertique avec des squelettes), puis voit sa chair « fondre » (en commençant par le bras droit), mettant ses os à nu.
Pendant que sa victime subit l'illusion, elle est complètement immobilisée, agenouillée et les bras horizontaux ; Tayuya peut donc s'approcher pour porter facilement une attaque physique afin de tuer son adversaire si ce dernier ne se débarrasse pas rapidement de l'illusion (Shikamaru se cassera le doigt pour s'en délivrer)[3].
Note : d'après Tayuya, le niveau 2 du sceau maudit lui permet de maîtriser des dizaines d'illusions.

## Le sceau maudit

Le sceau maudit de Tayuya

- Le sceau maudit (呪印術, Juin Jutsu?)
Apposé par Orochimaru, il donne à son possesseur une puissance accrue et transforme son corps en celui d'une créature monstrueuse. Ce sceau se trouve au milieu de sa nuque.